# 白衣街聖母教堂

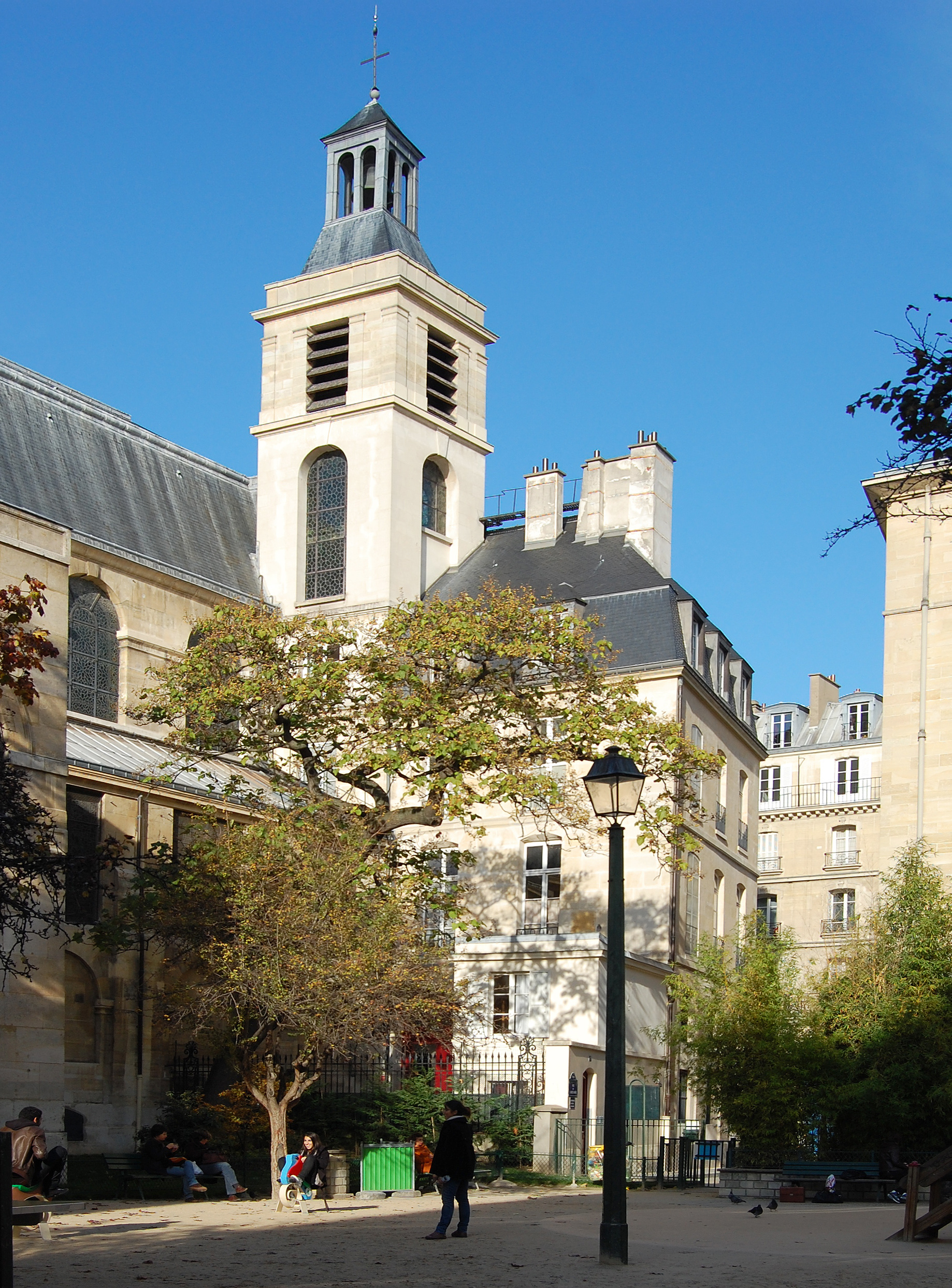
白衣街聖母教堂

白衣街聖母教堂（法語：Église Notre-Dame-des-Blancs-Manteaux）是位於法國首都巴黎4區的一座羅馬天主教的教堂。教堂修建在一座建於1285年的教堂的原址之上。

## 外部連結
- Website （页面存档备份，存于）